# 五角对臂虫
五角对臂虫（学名：Spongobrachium pentagrama）为海绵盘虫科对臂虫属的动物。在中国，分布于东海等海域。